# M1 (canal TV)
M1 este un canal de televiziune din Ungaria deținut de Magyar Televízió. S-a lansat în anul 1957. Pe 15 martie 2015, M1 a devenit un post de știri 24 din 24 de ore.

## Istoric
Din 2011, face parte din programele ale grupului Médiaszolgatatás-támogató és Vagyonkezelő Alap (MTVA).
Din 27 iulie 2012 M1 împreună cu canalele sale partenere (M2, Duna, Duna World) și-au schimbat logo-ul, ident-urile si promo-urile.
Din 15 martie 2015 s-a transformat într-un canal de știri, iar programele pe fostul M1 a fost transferat pe Duna.
Din 1 noiembrie 2016, M1 și-a reîmprospătat imaginea lăsând fosta așa numită imagine publica.
Din 15 martie 2020, întreaga imagine a M1 și studioul știrilor au fost renovate, înlocuind culoarea mov înlocuind ulterior de albastru.